# Chloridolum orientale
Chloridolum orientale är en skalbaggsart som först beskrevs av Guérin-Méneville 1844.  Chloridolum orientale ingår i släktet Chloridolum och familjen långhorningar. Inga underarter finns listade i Catalogue of Life.